# Иверская церковь (Харбин)
Храм в честь Иверской иконы Божией Матери на Офицерской улице (кит. 哈尔滨圣·伊维尔教堂) — недействующий православный храм в Харбине, построенный в 1907—1908 годах в стиле ярославских церквей XVII века. Вплоть до своего закрытия в 1962 году являлся не только местом совершения богослужений, но и пантеоном русской воинской славы, и памятником русской истории и культуры. Ныне является самой старой из всех сохранившихся православных церквей Харбина.
С 1957 года до закрытия находился в юрисдикции Китайской православной церкви. В начале 1960-х годов был закрыт и до настоящего времени не действует. С 2007 по 2016 год активисты Русского клуба в Харбине проводили у стен храма субботники: убирали мусор, сажали цветы на самодельных клумбах, обнесенных кусками битого красного кирпича. После многих лет запустения церковь с 2016 по 2018 год была отреставрирована усилиями китайских специалистов, однако внешний вид храма пока далек от полного соответствия его историческому облику. Ведутся переговоры о возобновлении в нём богослужений.

## Строительство и обустройство

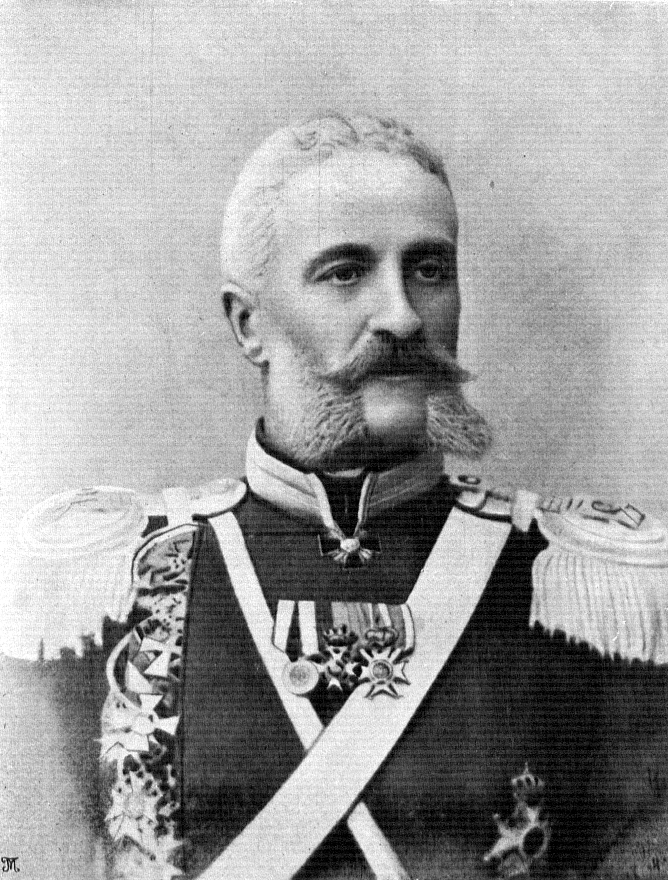
Генерал-лейтенант Николай Михайлович Чичагов

История строительства Иверского храма в Харбине связана с деятельностью настоятеля Никольского храма в усадьбе Старый Харбин протоиерея Сергия Брадучана, который в 1907 году выступил с инициативой строительства отдельного храма для духовного окормления войск отдельного корпуса пограничной стражи Заамурского округа, предложив для этого имеющиеся в казне Никольского храма 32 тысячи рублей. Инициатива была поддержана командиром корпуса пограничной стражи генерал-лейтенантом Н. М. Чичаговым. В книге, посвящённой 25-летию освящения храма, отмечалось: «Генерал Чичагов приложил к делу постройки храма всю свою энергию и воспользовался имевшимися у него связями в Петербурге и Москве, откуда и получил большую поддержку». В том же году принято решение о постройке церкви в память о воинах, погибших в русско-японской войне 1904—1905 годов. Храм возводился в стиле ярославской архитектурной традиции.
27 мая 1907 года по благословению начальника Русской духовной миссии в Пекине епископа Переславского Иннокентия (Фигуровского) состоялась церемония закладки первого камня в фундамент возводимого храма. Место для церкви было выбрано недалеко от харбинского вокзала, на территории, где находились центр Пограничной стражи, штаб Заамурского округа, а также полки двух отрядов и артиллерия.
Строительство церкви осуществлялось по проекту архитектора Константина Денисова, выпускника Санкт-Петербургской академии художеств. Одновременно, также по проекту Константина Денисова, солдатами-резчиками из орехового дерева был изготовлен иконостас, а иконы (32 для иконостаса и 4 киотных) были заказаны в городе Чернигове в мастерской Киашко Зинковича.
В процессе строительства храма возникали самые разные проблемы как с финансовой стороны, так и со строительными материалами. Однако все они быстро решались, поскольку продуктивно и своевременно работала специальная комиссия. Как свидетельствуют сохранившиеся документы, стоимость работ по возведению храма составила 67 тысяч рублей. На строительство широко откликнулось практически всё русское население Харбина, жертвуя на постройку не только строительные материалы, но также собственные деньги и даже ценные вещи. Церковный староста на свои собственные средства выстроил церковный дом при храме. Строительство было окончено 27 мая 1908 года.
3 июня 1908 года новопостроенная церковь по благословению архиепископа Владивостокского и Камчатского Евсевия (Никольского), которому было поручено управление церковью в полосе отчуждения КВЖД, была освящена малым чином, о чём генерал-лейтенант Чичагов (на тот момент начальник Заамурского округа) известил Великую княгиню Елизавету Фёдоровну, шефа пограничной стражи графа В. Н. Коковцова, митрополита Московского Владимира (Богоявленского), архиепископа Владивостокского Евсевия (Никольского), первого настоятеля Никольского храма в усадьбе Старый Харбин протоиерея Александра Журавского, председателя Правления КВЖД Венцеля, генерал-лейтенанта А. Т. Озеровского и первого начальника охранной стражи (до формирования пограничного корпуса) — генерал-лейтенанта А. А. Гернгросса. Ответные телеграммы были получены Чичаговым и объявлены в приказах по гарнизону в войсках.
В 1915 году в связи с передислокацией войска́ Заамурского округа Пограничной стражи ушли из Харбина на германский фронт, в Харбин прибыли новые дружины, в том числе и 559-я самарская дружина. Ктитором Иверской церкви вместо ротмистра Долинского был назначен командир 559-й самарской дружины полковник Н. С. Плонский, который по просьбе священника Сергея Бродучана выделил военных художников капитана Владимира Алексеевича Михайлова, ратника Д. Зимина и других для росписи Иверской церкви.
В 1916 году роспись церкви, производившаяся по копиям убранства Владимирского собора в Киеве, была окончена, и 26 ноября на праздник Георгиевских кавалеров храм был освящён полным чином архиепископом Владивостокским Евсевием (Никольским) и епископом Уссурийским Павлом (Ивановским).
Вследствие наплыва беженцев в Харбин после революции в Иверском приходе были устроены два боковых придела, чем был завершён изначальный план храма. Первым был выстроен в 1925 году левый придел — на средства А. Г. Замесовой, во имя святителя Николая Чудотворца. Правый придел был начат сбором средств при А. М. Сокольникове в 1927 году, но уже в следующем году благодаря усердию коммерсанта Герасима Антипаса его устройство завершилось.

## Архитектура и убранство

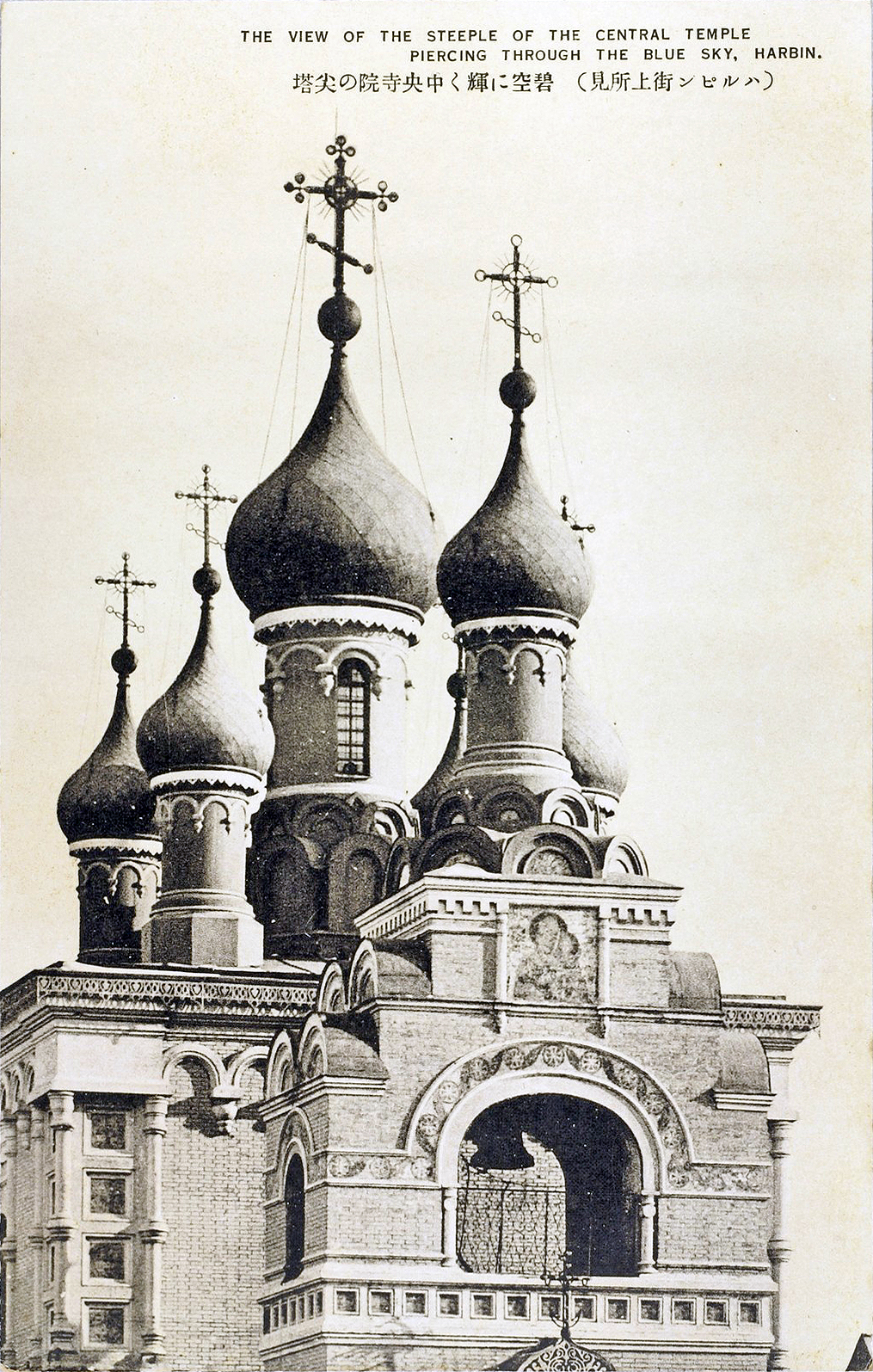

Иверская церковь была пятиглавой и имела два этажа. На общей с ней продольной оси располагалась колокольня. С южной и северной сторон здание было обрамлено однооэтажными боковыми приделами с крупными арочными окнами. С западной и восточной сторон приделы соединялись с колокольней и апсидой. Облик церкви характеризовался сочетанием гладких кирпичных стен с декорированными углами и окнами. Колокольня заканчивалась конструкцией из ступеней, на каждой из которых были установлены по два арочных кокошника. Два ряда кокошников находятся также в основании барабана колокольной главки. Этот мотив повторялся и в расположенном во фризе основного объёма храма аркатурном поясе. Аркатура опоясывала и верхнюю часть апсиды. Окна нижней части окаймлены валиками и полочками на полуколоннах.
Общая композиция здания выполнена в русском стиле. Историк архитектуры Светлана Левошко отмечает такие характерные для этого стиля декоративные черты, как простота и ясность форм, контраст красных кирпичных стен и немногочисленных белокаменных вкраплений, многократно повторённые крупные детали. «Четвериковый двусветный объём храма, его отдельных частей и даже деталей характеризует ступенчатость объёмов, последовательное облегчение кверху. Изразцовый фриз, живописные панно в нишах звонницы, мозаика в отделке интерьера отвечают новой концепции „национального романтизма“». По воспоминаниям очевидцев, храм был просторным, высоким и светлым.
Кроме настенных росписей, на мраморных досках, закреплённых на стенах храма, были высечены имена всех Георгиевских кавалеров — воинов Заамурского округа, погибших в стычках с хунхузами, а также в Русско-японскую войну. Списки эти позднее пополнялись новыми именами воинов, погибших на фронтах Первой мировой, а затем и гражданской войны. Имена погибших располагались на западной и северной стенах храма и на колоннах. В этом храме находились переданные на вечное хранение иконы и полковые знамёна воинских частей, покидавших после войны северо-восток Китая. Улица, на которой располагался храм, имела название Офицерской, а Иверскую церковь харбинцы часто называли просто «военной». Это был единственный храм в Харбине, украшенный мозаичными иконами. Кроме главного алтаря, здесь имелось два придела: левый — во имя святителя Николая Мирликийского и правый — во имя преподобного Серафима Саровского. На участке справа от церкви размещались дома священнослужителей, работников церкви, а позже основанные при ней Серафимовский приют и Серафимовская столовая для малоимущих.
Иконостас был выполнен из тёмного дуба и украшен богатым резным орнаментом; в число его икон входили и те, что прежде принадлежали прославленным русским полкам. Живописный сюжет не был типичным для русских православных храмов. Для росписи церкви, среди прочих, были скопированы работы таких известных живописцев, как Васнецов и Нестеров. Георгий Мелихов в книге «Маньчжурия далёкая и близкая» так описывает роспись Иверской церкви: «В этой живописи тесно переплелись между собой батальные и религиозные мотивы. Живость и драматизм изображённых ситуаций, сочные краски производили сильнейшее впечатление. Например, вдали ещё кипит ожесточённый бой, а на переднем плане умирает русский солдат — белокурый, голубоглазый, с Георгиевским крестом, и, как подобает церковной живописи, с разверзшихся небес к солдату сходит Христос, чтобы вознести на небо его душу, а внизу — соответствующий евангельский текст. Или страшное в своей жестокости и обнажённости поле только что пронёсшегося боя: убитые и искалеченные люди, кровь, огонь и дым. И по полю, закрыв лицо руками, проходит Христос. Он плачет». Одна из бывших жительниц Харбина вспоминала «прекрасные фрески на стенах и высоко над алтарем, прекрасные иконы на алтаре, а около алтаря — прекрасный большой образ Божией Матери Иверской, <…> чудное пение хора, тем более что акустика в храме была замечательная».

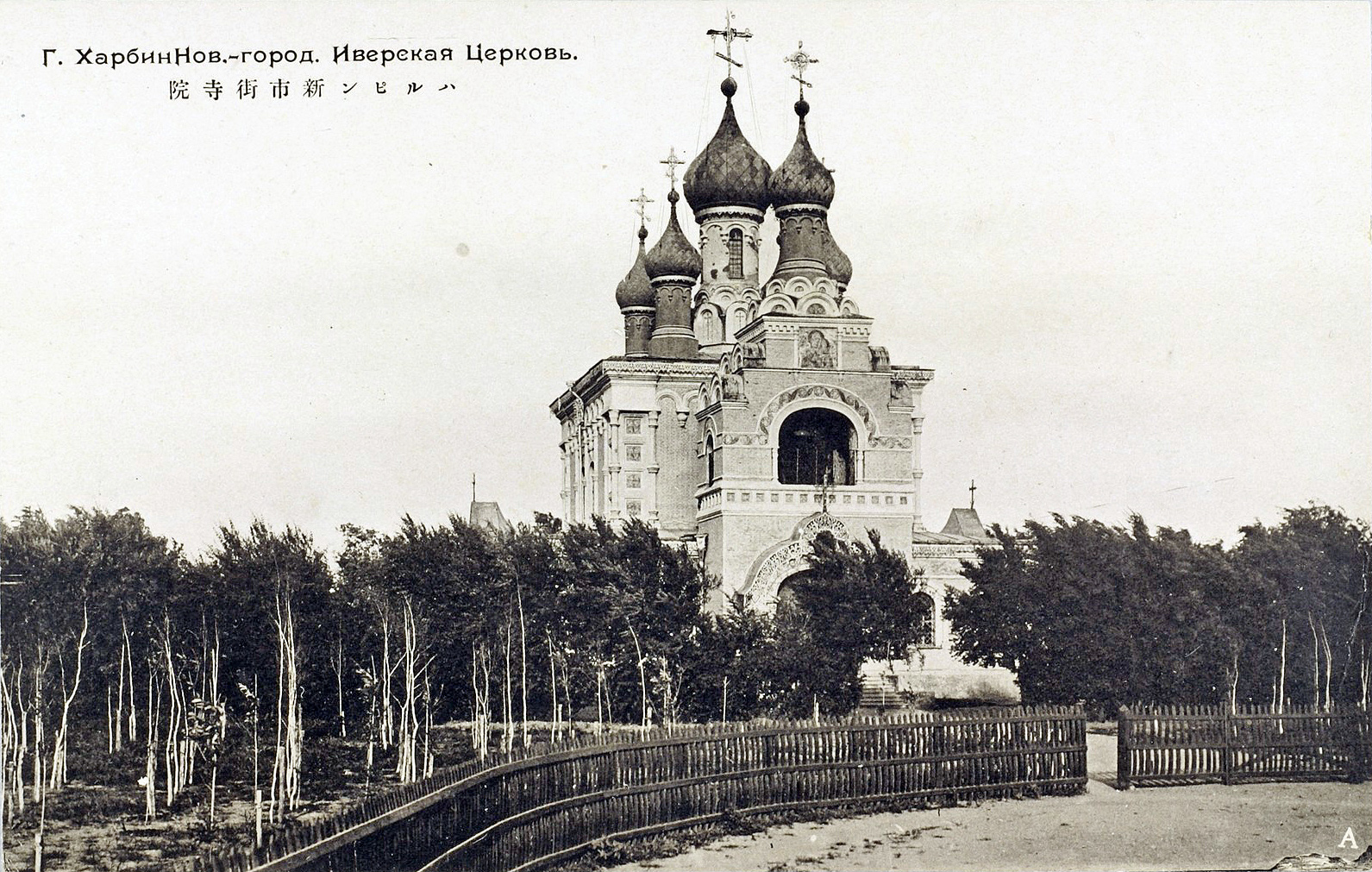

Со временем Иверская церковь стала своеобразным храмом-памятником. Свидетельством этого могут служить многочисленные захоронения у южной и северной стен храма, а также тематика росписей и посвящений в интерьерах церкви. Так, у северной стены Иверской церкви был похоронен Георгиевский кавалер генерал-лейтенант В. О. Каппель, который при отступлении из Омска погиб во время Сибирского Ледяного похода через Байкал. Над могилой генерала был установлен гранитный обелиск с надписью «Генерального штаба генерал-лейтенант Владимир Оскарович Каппель». У стен Иверской церкви были похоронены и другие участники военных событий, в том числе погибшие в 1905 году полковник Анкерман, полковник В. А. Виторский, генерал-лейтенант К. Г. Круглевский и др.
В 1932 году праздновалось 25-летие освящения закладки храма, в связи с чем была выпущена особая брошюра «Двадцатипятилетие Свято-Богородицкой Иверской церкви в г. Харбине», в которой отмечалось:

Уже внешний вид храма — пятиглавого (а с добавочными у колокольни и алтарной пристройки — семиглавого) чарует глаз своею стройностью, явно симметричным и пропорциональным соотношением своих составных частей. <…> Внутри шатрово-ярославский тип церкви переносит Вас на Святую, старую, нашу родную Русь, а со стен смотрят на Вас и окружают Вас лики святых и продуманно расположенные по всем стенам, переносящие Вас в евангельские дни, изображения особенно важных священных событий. <…> Прекрасен и как бы влит в своё углубление главный алтарь храма — Иверский. <…> А у краёв, где только было можно, спускаются узкими полосами сверху ленты помянников — списки героев-заамурцев, «душу свою за веру, царя и отечество положивших» в дни и годы Русско-Китайской, Японской и Германской войны.

## Деятельность прихода
С момента основания прихода с 1907 до 1923 года настоятелем прихода был протоиерей Сергий Брадучан. В 1923 году настоятелем прихода был назначен протоиерей Николай Вознесенский, а протоиерей Сергий остался клириком храма и служил в нём до своей кончины в 1940 году. В 1922—1930 годах здесь также служил бывший архиепископ Камчатский и Петропавловский Нестор (Анисимов).
Харбинский священник Николай Падерин в своих воспоминаниях о церковной жизни Харбина вспоминал, что при настоятельстве протоиерея Димитрия Вознесенского Иверский приход развил «наиболее широкую деятельность», превратившись в 1930-е годы в важнейший центр благотворительной и образовательно-культурной деятельности в Харбине.

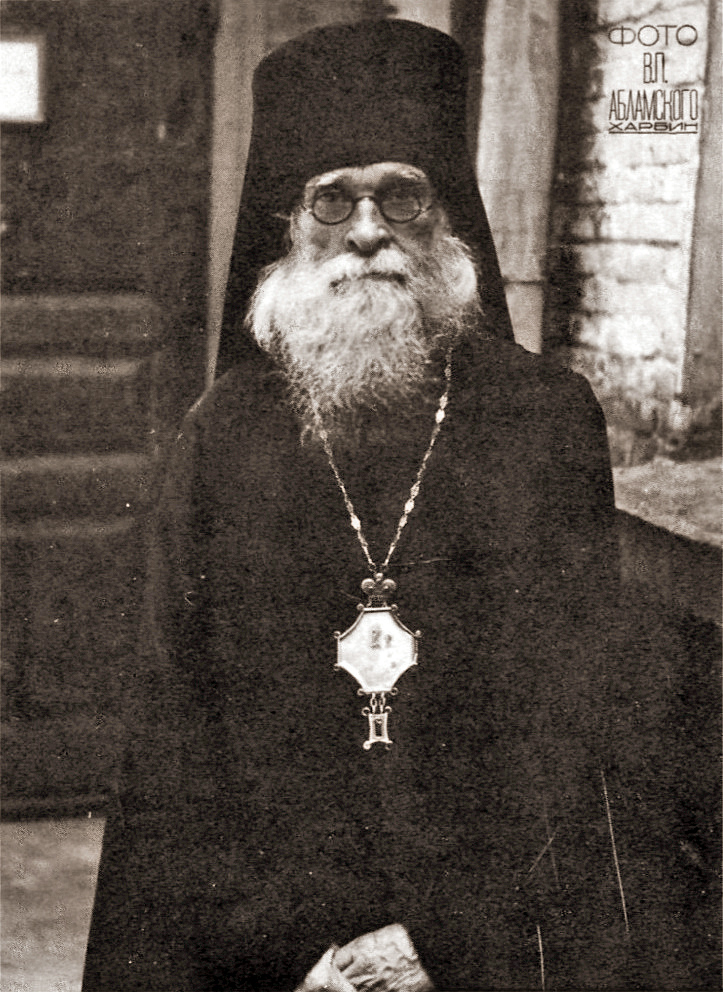
Епископ Хайларский Димитрий (Вознесенский). Настоятель прихода в 1923—1946 годы

В октябре 1927 года по инициативе протоиерея Николая Вознесенского и выпускницы Киевской консерватории Г. Г. Барановой-Поповой при Иверском храме были открыты Музыкальные курсы — «специальное учебное заведение, открытое с целью дать серьёзное музыкальное образование, главным образом, русской эмигрантской молодёжи, за доступную плату». В 1929 году также открыты церковнопевческие курсы. Музыкальные курсы при храме просуществовали 14 лет.
В 1928 году при ближайшем участии протоиерея Николая Вознесенского при храме были открыты Богословские курсы. Первоначально Богословские курсы размещались в полуподвальном посещении Иверского храма, а затем разместились в здании 1-й Харбинской частной гимназии. Курсы просуществовали около шести с половиной лет до лета 1934 года, когда были преобразованы в Богословский факультет Института святого Владимира.
24 сентября 1933 года настоятель храма протоиерей Николай Вознесенский был пострижен в монашество с именем Димитрий. 2 июня 1934 года в Иверском храме состоялось его наречение во епископа, а 3 июня в Николаевском кафедральном соборе оны был хиротонисан во епископа Хайларского, викария Харбинской епархии с оставлением его настоятелем Иверской церкви.
В 1934 году при Иверском храме была открыта Серафимовская народная столовая для бедных иммигрантов, помещавшаяся в отдельном большом одноэтажном здании и отпускавшая в год до 150 000 обедов, которые по удешевлённой цене или бесплатно могли получать бедные и неимущие. Кроме бесплатных обедов устраивались кружечные сборы, лотереи, концерты, спектакли. Этой работой занимался Дамский кружок под председательством М. Г. Антипас-Метаксас. При подворье были образованы приют для престарелых, а также приют для детей-мальчиков, которые получали воспитание при полном содержании, находясь постоянно при храме, участвуя в богослужении и обучаясь в городских школах. В приюте, по устройству напоминавшем русские военно-морские училища и кадетские корпуса, воспитывались в русском национальном духе около 100 питомцев, которых харбинцы называли «маленькими матросиками». С 1939 года действовал Серафимовский кружок, с помощью которого собирались средства на приют и столовую; члены кружка также помогали в управлении ими. В конце 1930-х был основан приют для маленьких детей «Ясли», здание которого было построено непосредственно в саду храма по проекту гражданского инженера Евгения Уласовца. С западной и северной сторон от храма был расположен красивый парк.
Во время Второй мировой войны Архиерейский Синод РПЦЗ, которому ранее подчинялись православные приходы в Китае, потерял возможность переписываться с Китаем. В августе 1945 года Маньчжурия была занята советскими войсками. 26 октября во время поездки в Харбинскую епархию делегации Московской Патриархии в составе епископа Ростовского и Таганрогского Елевферия (Воронцова) и священника Григория Разумовского архиепископ Димитрий вместе с митрополитом Мелетием (Герасимовым), епископом Ювеналием (Килиным), а также архиепископом Нестором, подписал в Харбине акт о воссоединении с Русской православной церковью. Однако и в дальнейшем Димитрий продолжал поминать за богослужением первоиерарха РПЦЗ митрополита Анастасия (Грибановского) после Патриарха Алексия. 27 декабря 1945 года Священный синод Русской православной церкви постановил «считать воссоединёнными с Русской Православной Церковью с 26.10.45» епископов, клир и мирян Харбинской епархии, в том числе архиепископа Димитрия (Вознесенского), который почислялся на покой с последующим возвращением в Россию. В пределах Китая и Кореи был образован митрополичий округ с присвоением митрополиту титула Харбинский и Восточно-Азиатский. Патриаршим Указом от 11 июня 1946 года Митрополичий округ был преобразован в Восточно-Азиатский экзархат. 29 сентября 1946 года архиепископ Димитрий выехал в Москву.
В послевоенные годы настоятелями Иверского храма были митрофорный протоиерей Аристарх Пономарёв, протоиерей Антоний Галушко и последний настоятель — протоиерей Валентин Барышников. Все эти годы диаконом служил Валентин Кормилов. Воспоминания Никиты Устьянцева, внука протоиерея Сергия Брадучана, сообщают об этом периоде следующее: «На Радоницу всегда доставали объёмистые поминальники, в которых были записаны многочисленные имена погибших русских воинов. Из-за контроля со стороны советских органов в Харбине в эти годы было уже невозможно открыто поминать на службе убиенную Царскую семью, поэтому священники в Иверском храме поминали их как „воина Николая с семьёю“».
Также по воспоминаниям Никиты Устьянцева примерно в 1955 году был разрушен памятник Каппелю: «Утром я, как всегда, прошел мимо памятника на могиле генерала, а, возвращаясь из школы, не поверил своим глазам — на этом месте уже ничего не было! От памятника не осталось и следа, у стены храма было ровное место… Я заметил, что вскоре после этого события на стенах внутри храма около фамилий тех, кто погиб в Гражданскую войну, были замазаны годы их смерти. Видимо, это сделал кто-то из приходского совета, боясь продолжения надругательства над памятью погибших. Примерно в 1956—1957 гг. китайцы начали строить новое здание с северной стороны от храма, устроив при этом с южной стороны склад стройматериалов, куда постоянно подъезжали грузовики. Стена склепа, в котором был похоронен о. Сергий, была повреждена, и мне пришлось засыпать образовавшееся отверстие землёй».
В книге Владимира Левицкого «Пристань на Сунгари» говорится, что последние годы перед закрытием богослужения в храме происходили «с крупными неприятностями», так как в помещении бывшей Серафимовской столовой китайцы открыли клуб китайской рабочей молодёжи, где устраивали танцы «под громкую и дикую музыку», что всегда совпадало с часами богослужений. При этом музыка и выкрики хулиганов заглушали церковное пение. «Бывало, что церковь наполняли китайские ребятишки, которые орали, пели, приставали к богомольцам и копировали священников и молящихся». Со дня смерти последнего настоятеля отца Валентина Барышникова в 1962 году богослужения в храме прекратились.

## После закрытия
В день разрушения Никольского собора во времена «культурной революции» 24 августа 1966 года все иконы и утварь Иверского храма были сожжены под беспорядочный звон колоколов. Внутренние росписи стен были позже замазаны краской, кресты и купола были сняты по распоряжению властей.
После этого в храме расположилась пошивочная мастерская третьего завода Харбинской швейной фабрики, затем были устроены склады. В процессе застройки Офицерской улицы Иверская церковь перестала быть архитектурной доминантой, поскольку оказалась закрыта почти со всех сторон новыми зданиями, в том числе и более высокими. С утратой части завершений храма он окончательно утратил роль доминанты. О храме практически забыли.
К началу 2000-х годов церковь находилась в полуразрушенном состоянии в окружении домов многоэтажной застройки со снесёнными крестами и куполами, протекающей кровлей и разрушающимися стенами. От пятиглавого завершения храма сохранился лишь центральный барабан с четырьмя арочными проёмами. Барабан с главкой на колокольне тоже утрачен. Вместо арочного проёма во втором ярусе колокольни растёсан новый — прямоугольный. Аналогичные проёмы проделаны на гранях второго яруса апсиды, разорвав непрерывный аркатурный пояс, ранее обрамлявший все пять её граней. На южной стороне колокольни пристроена ведущая на второй этаж бетонная лестница, не соответствующая общей архитектуре храма. Утрачены некоторые элементы декора церкви — полуколонки, находившиеся в обрамлении южного портала, фрагменты декоративного подкарнизного пояса и ряд других деталей. Побывавшему внутри храма в 1999 году историку архитектуры Николаю Крадину не удалось обнаружить никаких следов от росписей на стенах и сводах. Внутри была возведена горизонтальная перегородка, отчего здание стало двухэтажным. Нижний этаж использовался под склад и гараж, а на втором располагались офисы китайских фирм. Здания приюта «Ясли» с кокошником, украшенным мозаичным панно, также сохранилось.

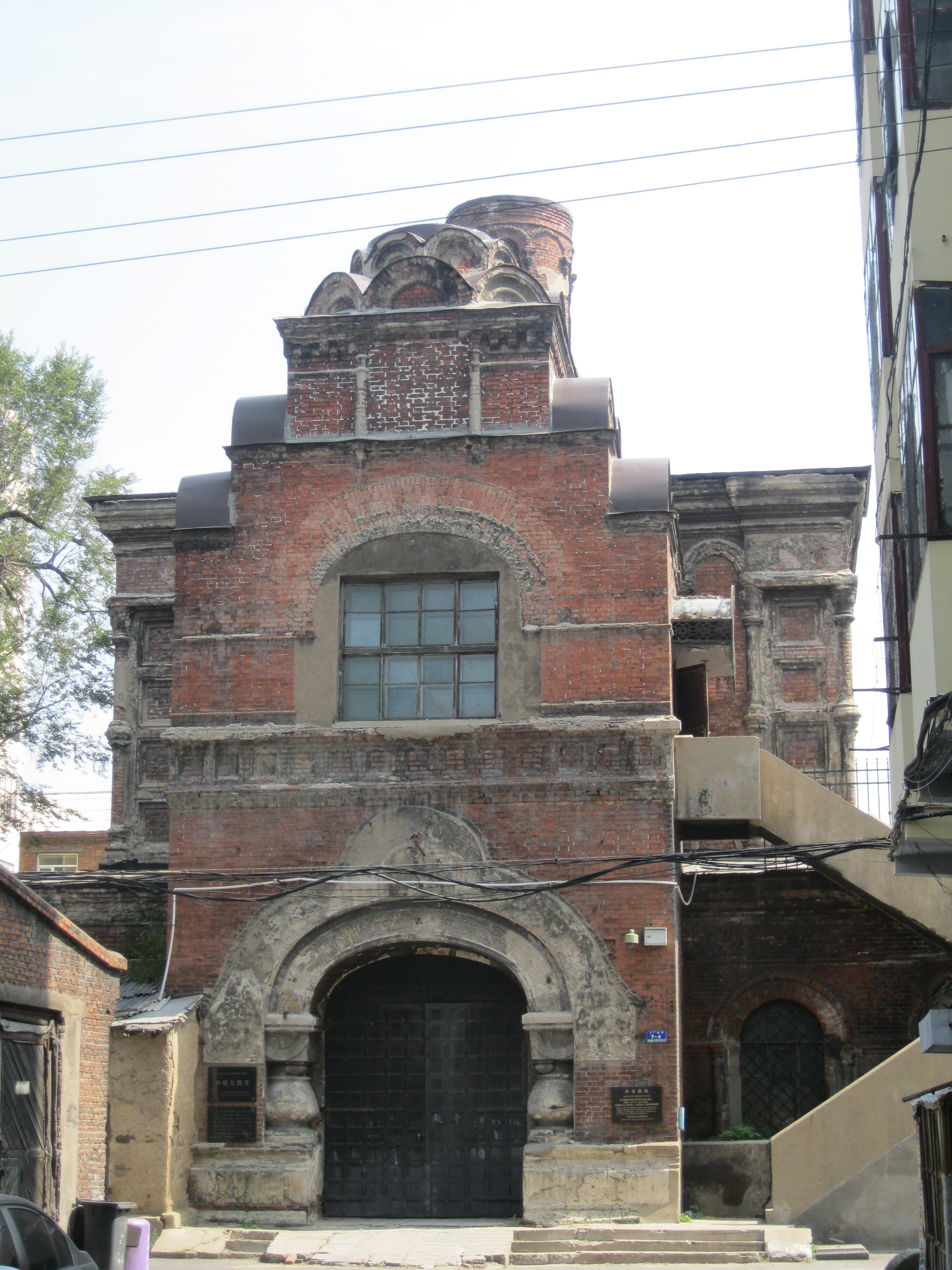
Вид Иверской церкви в конце августа 2012

В 2003 году по инициативе информационного агентства «Белые Воины» при поддержке Московской патриархии и министерства иностранных дел России начались мероприятия по организации процесса переноса останков В. О. Каппеля в Россию. 14 декабря 2006 года специальная делегация из Москвы, по согласованию с китайскими властями провинции и города, обнаружила у северной стены храма останки Генерального штаба генерал-лейтенанта В. О. Каппеля, захороненные в 1920 году. Участник событий протоиерей Димитрий Смирнов вспоминал: «Представьте разрушенный храм со снесёнными куполами, забетонированные ступени, а вокруг ровное место, рядом с которым свалка. <…> Китайские рабочие <…> в указанном месте начинают кирками рубить слой кирпичей, потом разгребли метровый слой строительного мусора. Углубившись на три метра, мы обрели гроб. <…> За исключением днища гроб сохранился в прекрасном состоянии — очень красивый, с изображением государственных символов, герба». Останки были эксгумированы и перевезены в Москву на воинский участок кладбища в Донском монастыре.
После успешного переноса останков генерала Каппеля в Москву активисты Русского клуба в Харбине провели у стен храма субботник. Участница Русского клуба в Харбине Марина Кушнаренко объясняет причины его проведения так: «Церковь находится в густозастроенном квартале, вся окружена домами, её очень трудно найти. Картина грустная: храм обезглавлен, без куполов, полуразрушен. Мы не могли смотреть, что вокруг храма свалены кучи мусора!» По словам другого участника Русского клуба, Сергея Грибина, идея субботника у храма зародилась в 2007 году. Были приобретены перчатки, мусорные мешки, у знакомых китайцев позаимствованы лопаты и грабли. В дальнейшем субботник стал ежегодным, причём в первые годы значительную часть работ составляла разбивка обложенных битым кирпичом клумб, где высаживались цветы, купленные в складчину.
После этого к охране церкви подключились городские власти, была установлена табличка, сообщающая, что этот памятник охраняется государством. Летом 2011 года на муниципальные деньги были обустроены уже капитальные клумбы, крыша храма заново перекрыта, прилегающая территория выложена плиткой или заасфальтирована. Храм был включён в правительственную программу по восстановлению архитектурных памятников. Русский клуб в Харбине и православная русская община приняли решение направить властям провинции Хэйлунцзян просьбу о предоставлении российским реставраторам возможности участвовать в процессе реконструкции храма.
В середине апреля 2016 года в Харбин приезжала делегация Русской православной церкви. Российские архитекторы и реставраторы, осматривавшие Иверский храм, предложили китайским властям помощь в его восстановлении. Это предложение получило положительный отклик со стороны Харбинского управления по делам религий и национальностей, в чьём ведении находится Иверский храм. Русская православная церковь со своей стороны предложила взять на себя финансирование той части работ, которая будет поручена российским специалистам.
Летом 2016 года в рамках реализации проекта строительства Северной площади Центрального железнодорожного вокзала в Харбине начался снос зданий, окружающих Иверский храм. Большое число многоэтажных домов разбирали с применением кранов, а бульдозеры и экскаваторы завершали процесс. Благодаря сносу близлежащих зданий Иверскому храму удалось занять доминантное положение в градостроительной ткани города. Вид на храм стал открываться за несколько сотен метров. 10 июля 2017 года началось восстановление самой церкви. Было решено восстановить исторический вид церкви по принципу «восстановить старое как старое» (修旧如旧). В середине ноября 2017 года на куполах здания храма были установлены непонятного назначения шпили. Русский клуб в Харбине уже в декабре 2017 года обратился в посольство РФ в Пекине и Генеральное консульство РФ в Шэньяне с просьбой — ходатайствовать перед китайскими властями города Харбина о восстановлении исторического облика церкви — об установке крестов. Но, несмотря на все усилия дипломатов, внешний вид Иверского храма оставался без изменений. В начале сентября 2018 года Центральный железнодорожный вокзал города Харбина был сдан в эксплуатацию, строительное ограждение вокруг храма было демонтировано. И только в конце августа 2019 года на куполах храма были установлены кресты, выполненные в соответствии с историческими.
Российские архитекторы Сергей Ерёмин и Игорь Киричков отмечали в 2019 году ряд недостатков в восстановлении как внешнего (отсутствие 4 крестов, колоколов и двух мозаичных икон), так и внутреннего убранства храма (росписей, иконостасов, киотов, паникадил), оценив результат реставрационных работ храма как удовлетворительный: «Сегодняшний вид храма весьма отличается от его исторического облика; присутствует некое стойкое ощущение искусственности воссозданного образа. Глянец новых кирпичей с идеальными линиями раствора, гладкие зеленые купола, люстра вместо колокола, подсветка стен разноцветной иллюминацией и т. д. — реставраторы как будто специально стремились придать зданию с более чем столетней историей броский имидж новизны, что дает ощущение отсутствия русского духа, русской старины. Недочёты <…> в целом пригодны к исправлению при сотрудничестве российских и китайских специалистов».

## Клир
настоятели

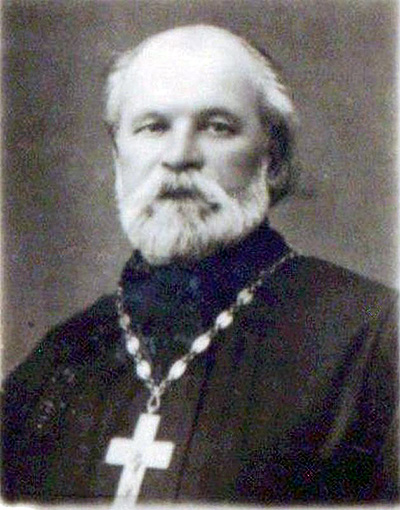
Протоиерей Сергий Брадучан. Первый настоятель храма

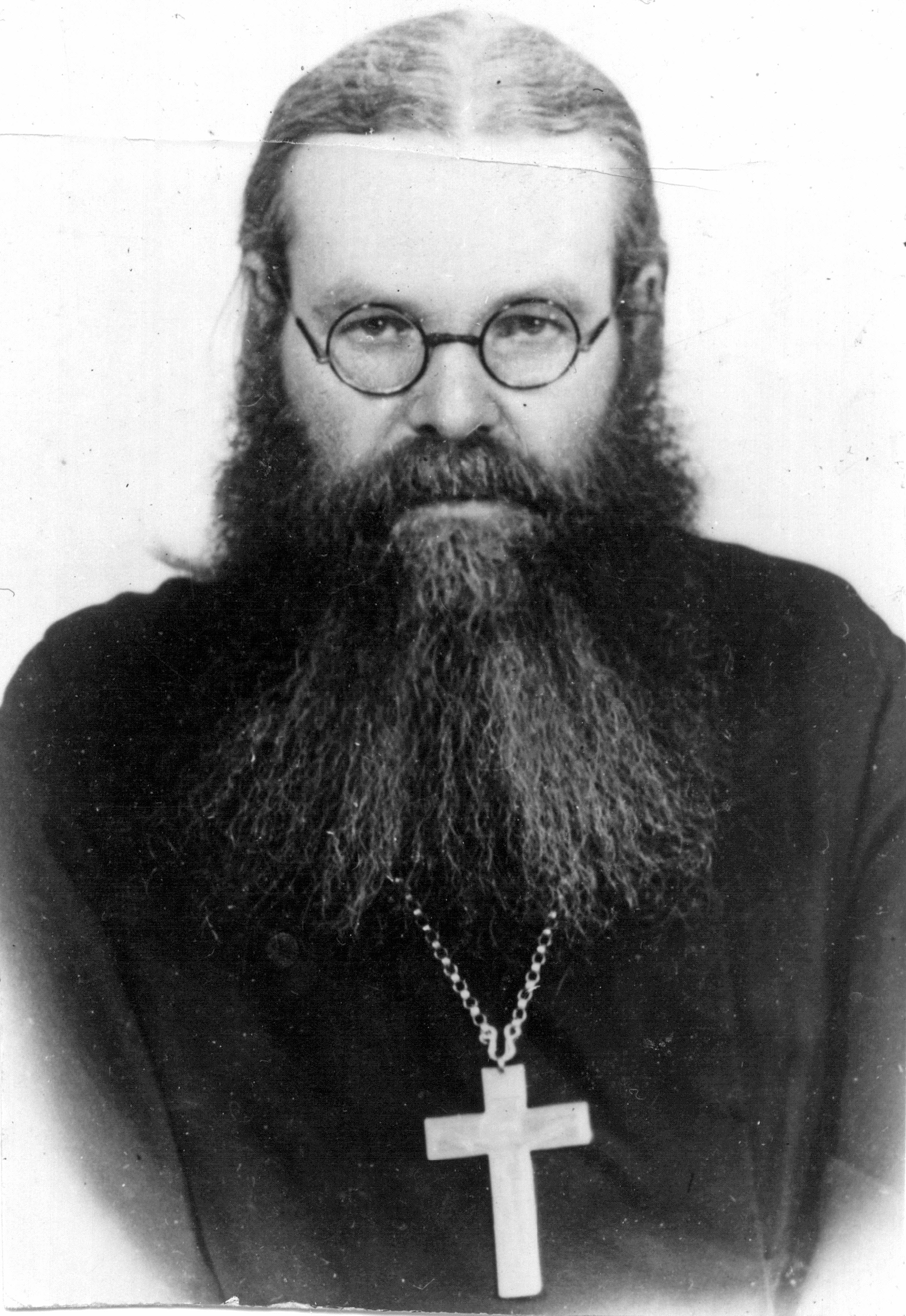
Протоиерей Валентин Барышников, последний настоятель храма

- 1907—1923 — протоиерей Сергий Бродучан
- 1923—1944 — архиепископ Димитрий (Вознесенский)
- 1944—1946 — архимандрит Филарет (Вознесенский)
- 1946—1951 — протоиерей Александр Кочергин
- 1951—1956 — протоиерей Аристарх Пономарёв
- 1956—1957 — протоиерей Анатолий Галушко
- 1958—1962 — протоиерей Валентин Барышников

штатные священники
- Арсений (Лагунов) (1921—1943)
- Василий Демидов (1923—1927)
- Сергий Брадучан (1928—1940)
- Александр Солянский (1940—1952)
- Павел Яхно (1943—1947)

сверхштатные священники
- Марин Коровин (1923—1943)
- Леонид Знаменский (1925—1931)
- Александр Лукин (1925—1931)
- Вениамин Гаршин (1934—1938)
- Валентин Барышников (1938—1946)
- Петр Малышев (1938—1941)
- Павел Яхно (1941—1942)
- Илия Пыжов (1953—1954)
- Иоанн Волков (конец 1940-х)

штатные диаконы
- Прокопий Матфеев (1921—1940)
- Василий Чувашев (1921—1925)
- Михаил Авсенёв (1925—1934)
- Евгений Савченко-Бельский (1930—1940)
- Петр Вартминский (1940—1946)
- Иоанн Волков (с середины 1940-х)
- Валентин Кармилов (1950—1957)

сверхштатные диаконы
- Вениамин Гаршин (1933—1934)
- Валентин Барышников (1937—1938)